# Škoda 15TrR
Škoda 15TrR – czeski trolejbus dwuczłonowy, który powstał w wyniku modernizacji starszego trolejbusu Škoda 15Tr.

## Historia
Jednym z powodów modernizacji trolejbusów przegubowych 15Tr do typu 15TrR było długie oczekiwanie na nowoczesnego następcę typu 15Tr. Choć prototyp niskopodłogowego, dwuczłonowego trolejbusu 22Tr (oznaczony 22TrG) powstał już w 1993 roku, do produkcji seryjnej (która nie trwała zbyt długo) wszedł dopiero w 2002 roku. Dlatego też w międzyczasie firmy transportowe poszukiwały rozwiązania zarówno w postaci zakupu trolejbusów typu Škoda 15TrM, jak i w przebudowie starszych trolejbusów na typ 15TrR.
Niektóre przedsiębiorstwa transportowe oznaczają zmodernizowane trolejbusy 15TrR jako 15TrM lub w ogóle nie różnicują ich od niezmodernizowanych 15Tr.

## Modernizacja
Podczas przebudowy do typu 15TrR, trolejbusy 15Tr rozbierano do ramy, którą poddawano piaskowaniu. Zamontowano nowe ściany czołowe i tylne według projektu inż. arch. Patrika Kotasa, które posiadają już wbudowany panel systemu informacji pasażerskiej. Modyfikacjom poddano także wnętrza oraz stanowisko kierowcy. Zamontowano także nowe pałąki z tworzyw sztucznych. Oprócz tego dokonano szeregu innych drobnych zmian.
Modernizacje do typu 15TrR przebiegały od 1999 roku.
| Państwo        | Miasto               | Lata modernizacji | Liczba | Uwagi                                                                                     |       |
| -------------- | -------------------- | ----------------- | ------ | ----------------------------------------------------------------------------------------- | ----- |
| Czechy         | Brno                 | 2002–2006         | 8      | oznaczony jako 15TrM                                                                      | [ 3 ] |
| Czechy         | Czeskie Budziejowice | 2000–2011         | 35     | oznaczony jako 15TrM                                                                      | [ 4 ] |
| Czechy         | Ostrawa              | 1999–2003         | 10     |                                                                                           | [ 5 ] |
| Czechy         | Uście nad Łabą       | 2009–2017         | 5      |                                                                                           | [ 6 ] |
| Węgry          | Segedyn              | ?                 | 18     | oznaczone jako 15TrM, część trolejbusów była już zmodernizowana w Czeskich Budziejowicach | [ 7 ] |
| Łączna liczba: | Łączna liczba:       | Łączna liczba:    | 76     |                                                                                           |       |

### Czeskie Budziejowice
W latach 2000–2011 zmodernizowano 35 trolejbusów, a dla SZKT Szeged zmodernizowano kolejne cztery. W latach 2009–2010 Segedynowi sprzedano 5 zmodernizowanych trolejbusów.

### Segedyn
W Segedynie zmodernizowano łącznie 14 trolejbusów. W Czeskich Budziejowicach zmodernizowano kolejne cztery. W latach 2009–2010 zakupiono w Czeskich Budziejowicach pięć już zmodernizowanych trolejbusów. Jeden z tych trolejbusów został następnie sprzedany do Uścia nad Łabą.

### Uście nad Łabą
W latach 2009–2017 dla DP Ústí nad Labem zmodernizowano łącznie 5 trolejbusów, w tym dwa w SZKT Szeged i dwa w ACIER. W 2011 roku kolejny trolejbus został zakupiony w Segedynie.

## Pojazdy historyczne
| Pochodzenie | Numer taborowy | Obecny właściciel | Typ   | Rok produkcji | Historyczny od |  |
| ----------- | -------------- | ----------------- | ----- | ------------- | -------------- |  |
| Brno        | 3501           | TMB               | 15TrR | 1990          | 2017           |  |